# Кортенуова
Кортенуова (італ. Cortenuova) — муніципалітет в Італії, у регіоні Ломбардія,  провінція Бергамо.
Кортенуова розташована на відстані близько 460 км на північний захід від Рима, 50 км на схід від Мілана, 20 км на південний схід від Бергамо.
Населення — 1985 осіб (2014).

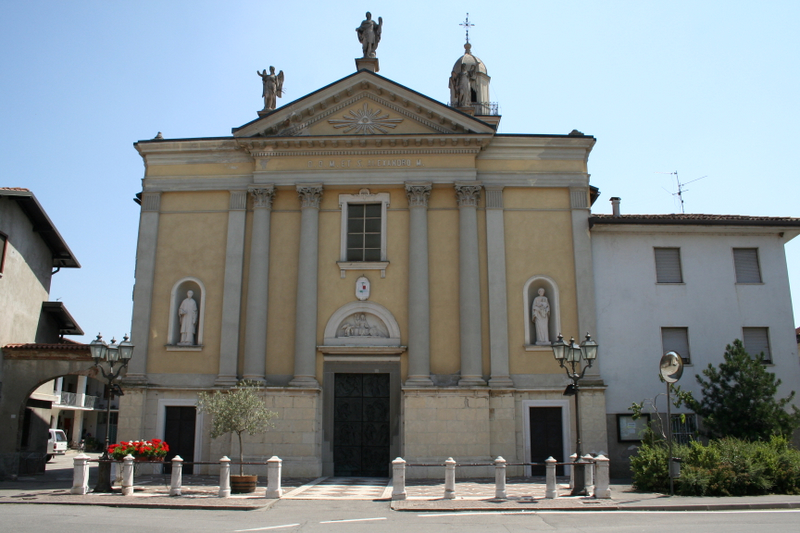

Щорічний фестиваль відбувається 26 серпня; 4° неділі вересня. Покровитель — S. Alessandro martire, compatrona Santa Fausta.

## Демографія
Населення за роками:

Станом на 1 січня 2023 року в муніципалітеті офіційно проживало 218 іноземців з 25 країн, серед них 46 громадян країн Євросоюзу та 3 громадяни України.

## Сусідні муніципалітети
- Кальчо
- Чивідате-аль-П'яно
- Ково
- Мартіненго
- Романо-ді-Ломбардія